# Четырёхглазковая фельзума
Четырёхглазковая фельзума, или четырёхглазчатый дневной геккон, или глазчатый дневной геккон (лат. Phelsuma quadriocellata) — ящерица из семейства гекконов.

## Ареал
Эндемик восточной части Мадагаскара. 

## Описание
Длина тела составляет от 12 до 13 см. Окраска тела ярко-зелёная с красным рисунком на спине и крупными чёрными пятнами на боках в области груди.

## Образ жизни и питание
Ведёт дневной образ жизни. Селится в кронах деревьев и домов. Питается насекомыми и нектаром.